# 片岡寛光 (国学者)
片岡 寛光（かたおか ひろみつ、生年不詳 －天保9年1月15日（1838年2月9日）は、江戸時代後期の国学者・歌人で、江戸神田佐久間町の名主。通称は周輔・権太郎・仁左衛門。号は郁子園（むべぞの）・桂満（かつらまろ）・蔦垣内（つたのかきつ）など。

## 経歴
医師の所家に生まれ、片岡家の養子となる。清原雄風・村田春海らに学び、本間游清とともに江戸派歌人の代表的な存在であった。また、三島自寛・蒲生君平・屋代弘賢・小山田与清らとの親交が深かった。だが、晩年は精神を病んで亡くなったとされている。
著書として『古今集集成』『参考狭衣草子』・随筆『今はむかし』などがある。
斎藤月岑の父・幸孝と親交があり、『江戸名所図会』に序文を寄せた。『浮世絵類考』を月岑に写させた片岡一声子と同一人物として紹介されることがあるが、詳細は不明。中嶋修の考証では片岡寛光と片岡一声子は別人であり、片岡一声子の可能性が高い人物として松永町名主の片岡正蔵の名前を挙げている。